# La Bâtie-Rolland
La Bâtie-Rolland ist eine französische Gemeinde mit 1.068 Einwohnern (Stand 1. Januar 2022) im Département Drôme in der Region Auvergne-Rhône-Alpes (vor 2016 Rhône-Alpes); sie gehört zum Arrondissement Nyons und zum Kanton Dieulefit. Die Einwohner werden Bâtisiens genannt.

## Geographie
La Bâtie-Rolland liegt rund 37 Kilometer südlich von Valence am Jabron, der die Gemeinde im Süden begrenzt. Das Gemeindegebiet wird auch von seinem Zufluss Vermenon durchquert. Umgeben wird La Bâtie-Rolland von den Nachbargemeinden Bonlieu-sur-Roubion im Norden, Saint-Gervais-sur-Roubion im Norden und Nordosten, La Bégude-de-Mazenc im Osten, Portes-en-Valdaine im Südosten, La Touche im Süden, Puygiron im Süden und Südwesten sowie Montboucher-sur-Jabron im Westen.

## Bevölkerungsentwicklung
| Jahr                       | 1962 | 1968 | 1975 | 1982 | 1990 | 1999 | 2006 | 2019 |
| Einwohner                  | 577  | 578  | 603  | 637  | 712  | 814  | 895  | 1029 |
| Quellen: Cassini und INSEE |      |      |      |      |      |      |      |      |

## Sehenswürdigkeiten
- Kirche Notre-Dame des Victoires (Unserer Lieben Frau des Sieges)
- Kapelle Saint-Roch
- Kapelle Saint-Andéol
- Tor
- Schloss La Bâtie-Rolland
- Burgruine aus dem 12. Jahrhundert

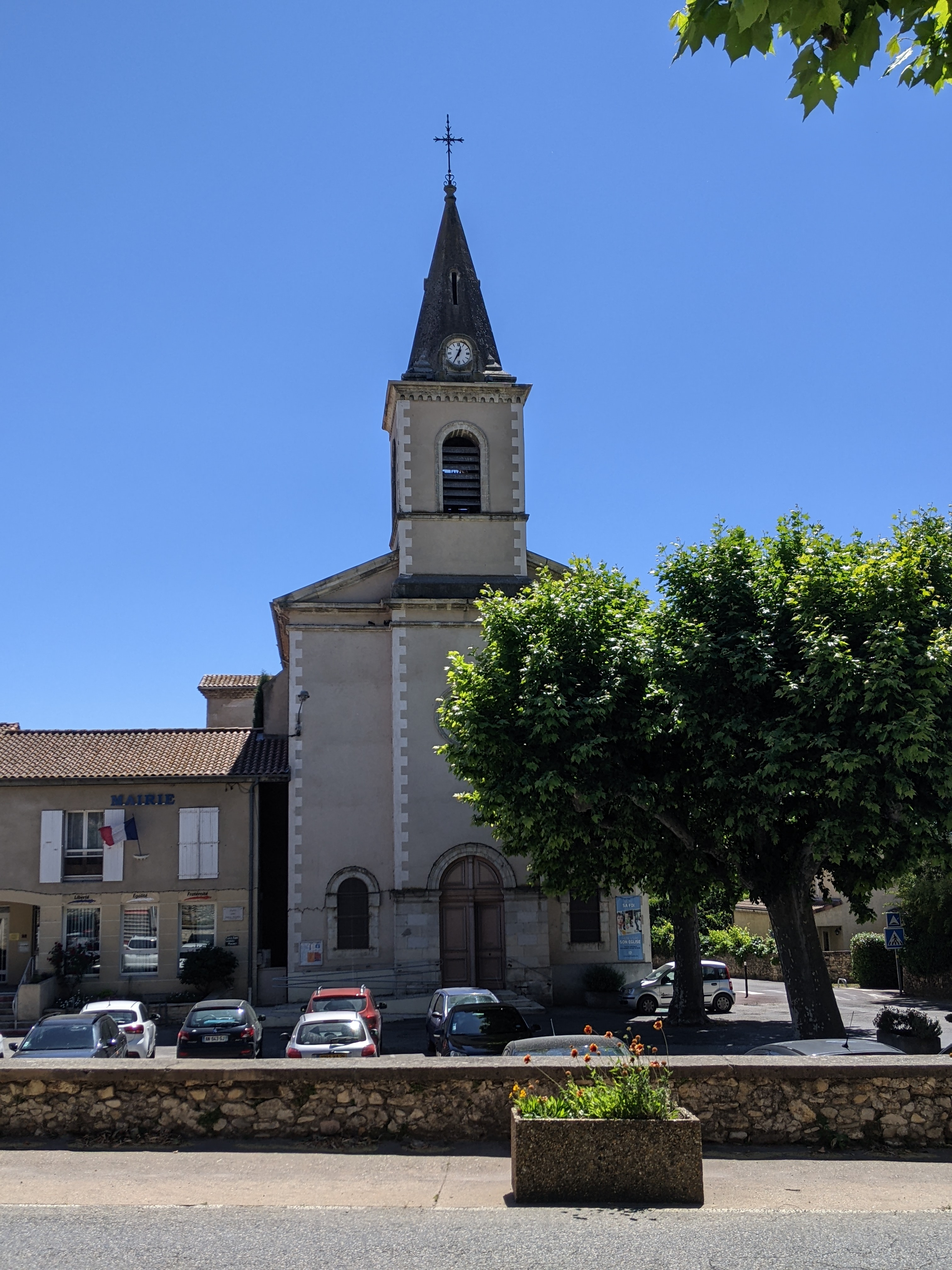
Kirche Unserer Lieben Frau des Sieges
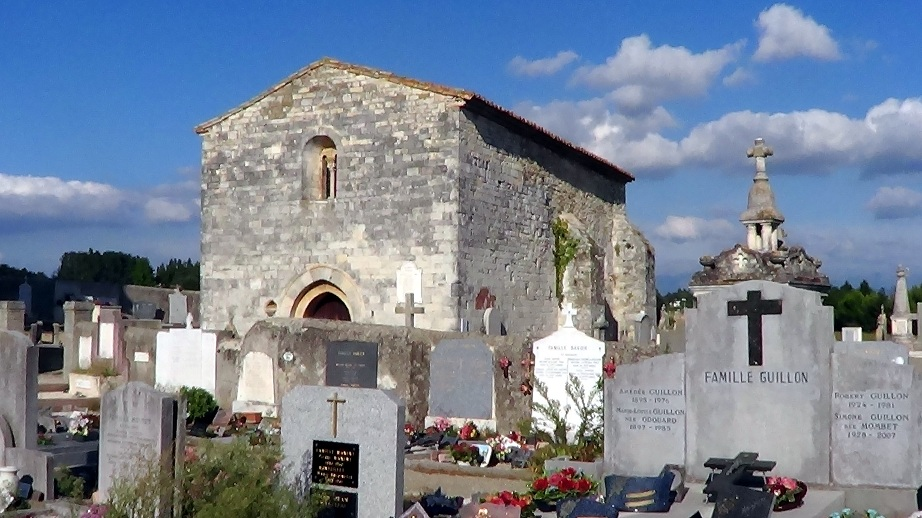
Kapelle Saint-Andéol
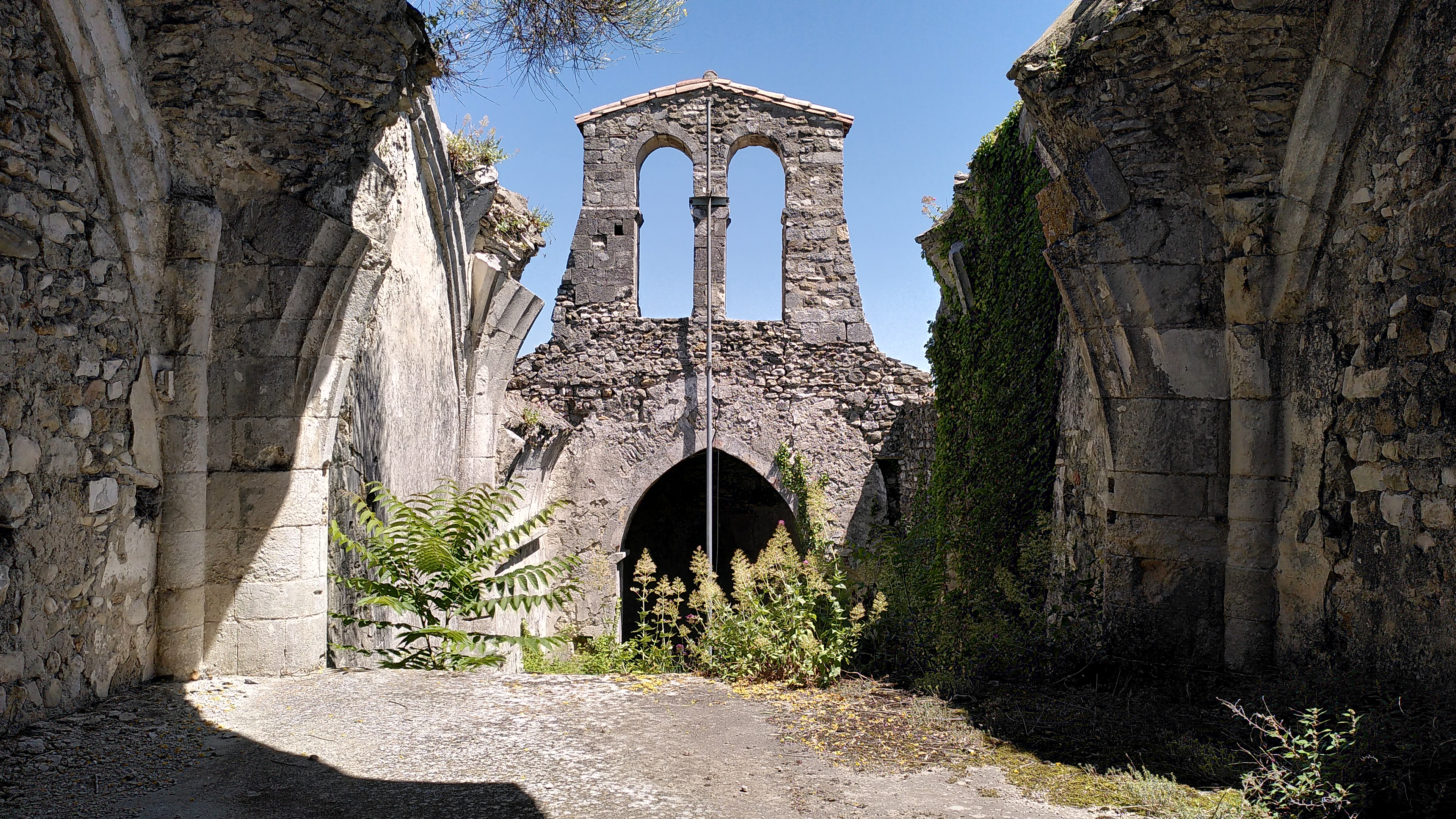
Kapelle Saint-Roch
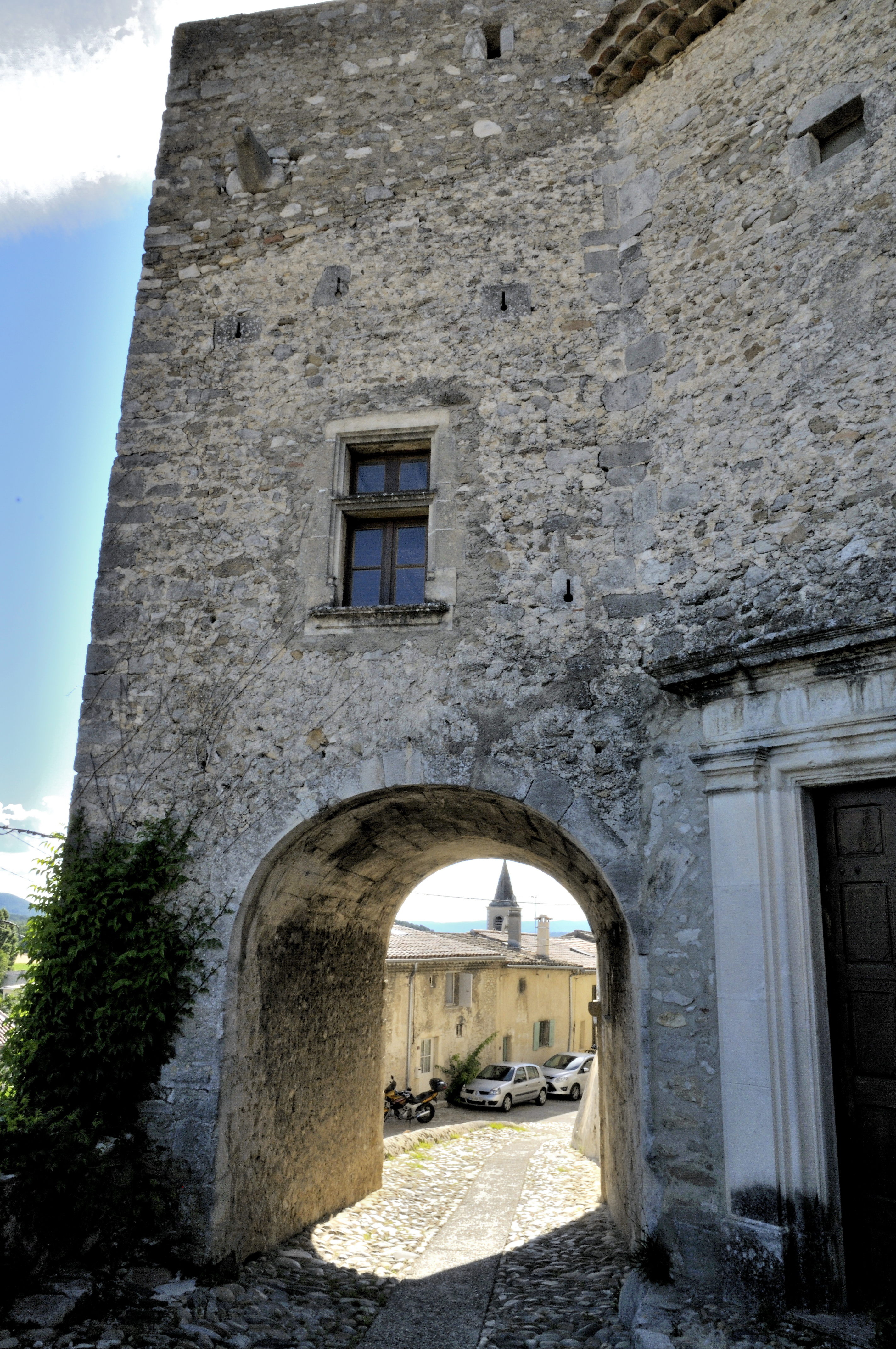
Ortstor